# 서부하일랜즈주

웨스턴하일랜즈 주의 깃발

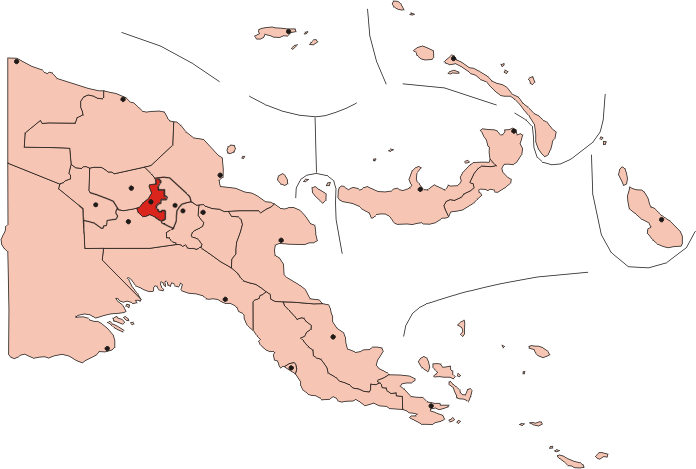
웨스턴하일랜즈 주

웨스턴하일랜즈 주(Western Highlands)는 파푸아뉴기니의 주로 주도는 마운트하겐이며 면적은 8,500km2, 인구는 44,025명(2000년 기준)이다. 파푸아뉴기니에서 인구 밀도가 가장 높은 지역에 속하며 주요 생산품은 차와 커피이다. 파푸아뉴기니에서 가장 높은 산인 윌헬름 산은 웨스턴하일랜즈 주의 경계 지역에 위치한다.